# Eerste beklimming van de Matterhorn

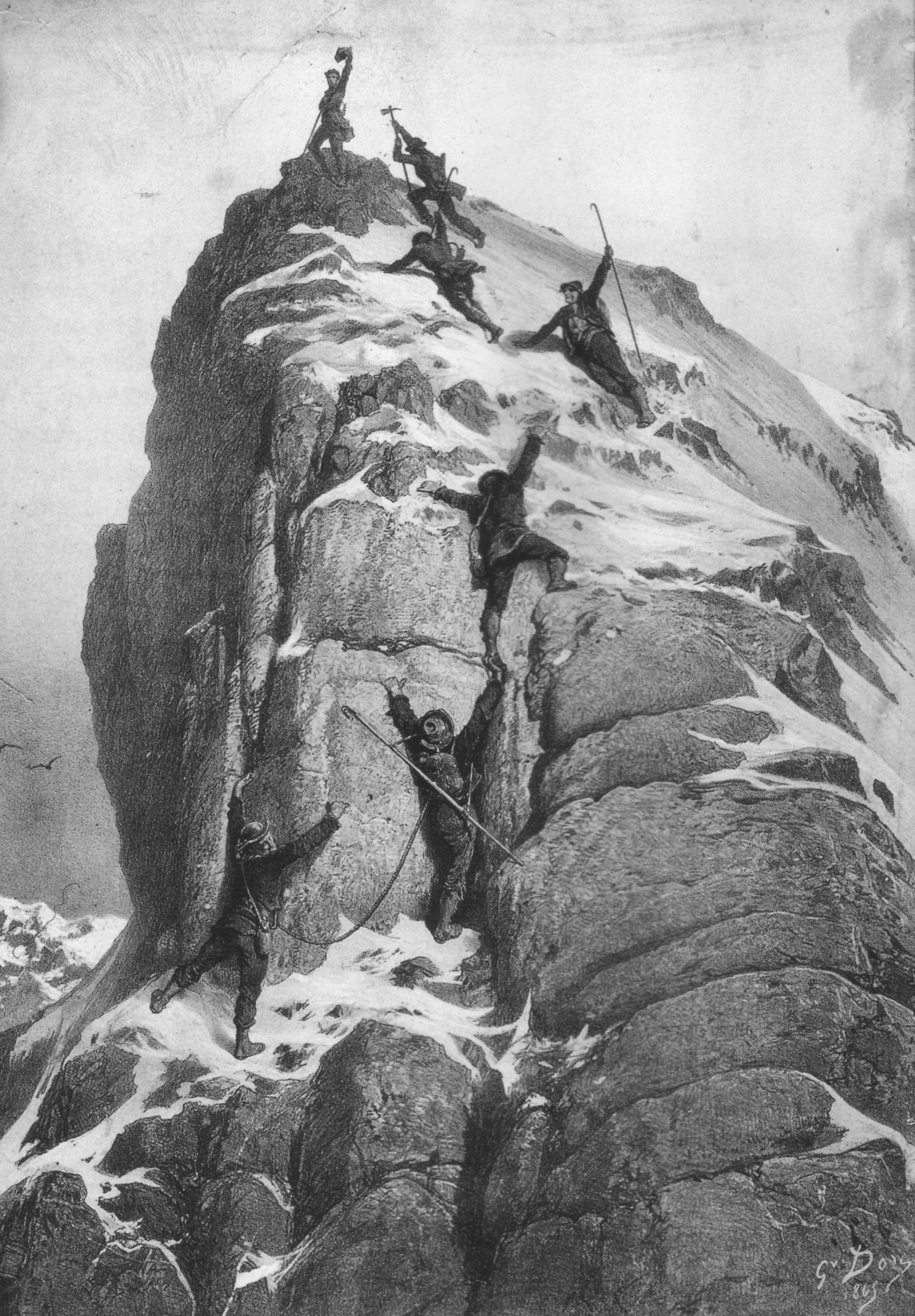
Voorstelling van de eerste beklimming van de Matterhorn door Gustave Doré, 1865.

De eerste beklimming van de Matterhorn vond plaats op 14 juli 1865, toen de Britse alpinisten Edward Whymper, Francis Douglas, Charles Hudson en Douglas Hadow, de Fransman Michel Croz en de Zwitserse berggidsen Peter Taugwalder en zijn gelijknamige zoon als eersten de top van deze 4478 m hoge berg bereikten. De expeditie was vertrokken vanuit Zermatt. Bij de afdaling over de noordelijke zijde van de berg kwamen Douglas, Hudson, Hadow en Croz om het leven nadat Hadow uitgleed en hij de drie anderen meesleurde in zijn val. Whymper en vader en zoon Taugwalder overleefden het ongeluk, maar werden er naderhand van beschuldigd het touw te hebben doorgesneden dat hen met de rest van de groep verbond om niet in de val te worden gesleurd. Het daaropvolgende onderzoek leverde hiervoor echter geen bewijs, waarna ze werden vrijgesproken.
Aan deze eerste succesvolle beklimming gingen meerdere mislukte pogingen vooraf van Edward Whymper en Jean-Antoine Carrel om de top van de Matterhorn te bereiken. Toen de expeditie van Whymper de top bereikte, bevond de expeditie van Carrel zich op 200 m onder de top. Enkele dagen na de eerste beklimming zou echter ook Carrel zonder incidenten de top bereiken, waarmee ook de tweede beklimming van de Matterhorn een feit was. De Matterhorn was de laatste Alpentop die nog niet beklommen was en de eerste beklimming van de Matterhorn luidde daarmee het einde in van het gouden tijdperk van het alpinisme.